# Paradoja del caballo
La paradoja del caballo es una demostración (falsa) de la siguiente proposición: Todos los caballos son del mismo color. El enunciado se deduce por un uso incorrecto de inducción matemática.
El argumento dado fue presentado originalmente por George Pólya como ejercicio en un libro de 1954 pero en distintos términos: "¿Son cualesquiera n números iguales?" o "¿Cualquier conjunto de n niñas tienen los ojos del mismo color?". La versión con caballos la presentó Joel H. Cohen en un artículo satírico en 1961. La enunció como un lema que le permitió al autor "demostrar" que Alejandro Magno no existió pero que tenía un número infinito de brazos.

## El argumento

Ilustración de la demostración de que todos los caballos son del mismo color. El paso inductivo falla para n = 1.

### Inducción matemática
Para ello se usa el principio de inducción matemática. La estructura básica de un argumento de este tipo es la siguiente. Queremos demostrar que una cierta propiedad es cierta para todo número natural n (o para cualquier número natural a partir de algún número en concreto). 
Para ello, primero demostramos que la propiedad se satisface para el primer número para la que queremos demostrarla (habitualmente el 1 o el 0). Este paso se suele llamar caso base de la inducción. Luego suponemos que la propiedad se satisface para un cierto número natural n (hipótesis de inducción) y demostramos que entonces también se satisface para n + 1 (este paso se llama paso inductivo). Así, como la propiedad era cierta para el primer número, también lo es para el segundo, y para el tercero, etcétera, de manera que vale para todo número natural (una metáfora habitual es ver la inducción matemática como una fila de piezas de dominó que caen: si la primera cae y cada una hace caer la siguiente, todas caerán). 

### Aplicación a la paradoja de los caballos
Lo primero que hacemos es reformular el enunciado "todos los caballos son del mismo color" como un enunciado sobre una propiedad de un número natural para demostrarlo por inducción. Así lo que vamos a demostrar, de hecho, es que "cualquier conjunto de n caballos son del mismo color para {\displaystyle n\geq 1}".
Como caso base, podemos observar que en un conjunto que contiene a un único caballo, todos los caballos son claramente del mismo color (sólo hay uno). Por tanto, el enunciado es válido para n = 1.
Ahora suponemos que la proposición es cierta para todos los conjuntos de tamaño n y vamos a demostrar que vale para conjuntos de tamaño n + 1. Si hay n + 1 caballos en un conjunto, retiramos un caballo cualquiera de ellos y nos quedamos con un conjunto resultante de n caballos. Por la hipótesis de inducción, todos los caballos en ese conjunto son del mismo color. Queda demostrar que este color es el mismo que el del caballo que hemos retirado. Pero esto es fácil, lo único que tenemos que hacer es traer de vuelta al primer caballo, retirar otro distinto y aplicar otra vez el principio de inducción a este conjunto de n caballos: son del mismo color. Por tanto, el primer caballo retirado tiene el mismo color que los caballos que nunca fueron excluidos, y estos también tienen el mismo color que el segundo caballo excluido, como vimos al principio. Así todos los caballos en un conjunto de n + 1 caballos son del mismo color. Por el principio de inducción, hemos establecido que un conjunto de cualquier número de caballos tiene siempre el mismo color o, dicho de otro modo, que todos los caballos son del mismo color.

## Explicación

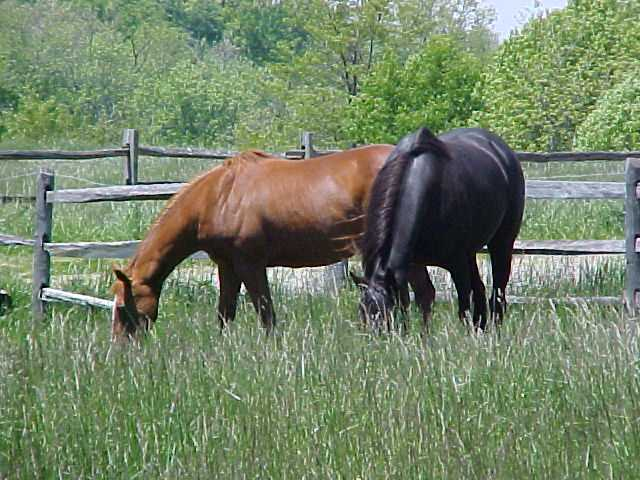
Dos caballos de colores distintos, un contraejemplo a la proposición.

El error está en el paso de n a n + 1, donde suponemos implícitamente que tenemos por lo menos tres caballos. En efecto, el argumento de que "el primer caballo tiene el mismo color que los caballos no retirados, y estos el mismo color que el segundo, y por tanto todos nuestros caballos tenían el mismo color" supone que hay caballos que no hemos retirado, y esto no es cierto si al principio sólo teníamos dos. Por tanto, el primer paso inductivo, demostrar que si el enunciado es cierto para n = 1 (que lo es) entonces lo es para n + 1 = 2, falla, y no podemos seguir aplicando pasos inductivos. De hecho si se pudiera demostrar que todos los conjuntos de 2 caballos tienen el mismo color entonces se podría hacer la inducción (pues el argumento vale siempre que tengamos tres caballos o más), pero ello también es falso.